# H1-гистаминовый рецептор
H1-гистами́новый реце́птор (сокр. H1) — мембранный белок, является гистаминовым рецептором, принадлежащим к семейству родопсиноподобных рецепторов, связанных с G-белком. Этот рецептор активируется биогенным амином — гистамином. Он локализуется в плазматической мембране клеток гладких мышц, на сосудистых эндотелиальных клетках, в сердце и в центральной нервной системе. H1-рецептор связан с внутриклеточным G-белком (Gq), который активирует сигнальный путь фосфолипазы C и фосфатидилинозитола (PIP2). Антигистаминные препараты, которые действуют на этот рецептор, используются в качестве противоаллергических средств. У человека ген, кодирующий данный рецептор — HRH1, локализован на коротком плече (p-плече) 3-й хромосомы. Белок состоит из последовательности 487 аминокислотных остатков и имеет молекулярную массу равную 55 784 Да.
Кристаллическая структура рецептора была определена (показана справа) и использована для обнаружения новых лигандов H1-гистаминового рецептора в виртуальных скрининговых исследованиях на основе его строения.

## Участие в воспалении
Экспрессия NF-κB, транскрипционного фактора, который регулирует воспалительные процессы, стимулируется конститутивной активностью рецептора H1, а также агонистами, которые связываются у рецептора. Было показано, что H1-антигистаминовые соединения ослабляют экспрессию NF-κB и уменьшают некоторые воспалительные процессы в ассоциированных клетках.

## Нейрофизиологическая роль
Гистамин H1-рецепторы активируются эндогенным гистамином, который высвобождается нейронами, имеющие свои клеточные тела (сомы) в туберомаммиллярном ядре гипоталамуса. Гистаминергические нейроны туберомаммиллярного ядра активируются во время цикла «пробуждения», с частотой примерно 2 Гц; во время медленной фазы сна эта частота снижается примерно до 0,5 Гц. Наконец, во время быстрой фазы сна гистаминергические нейроны прекращают свою импульсную деятельность. Сообщалось, что гистаминергические нейроны имеют наибольшую селективность по импульсу у всех известных типов нейронов.
Туберомаммиллярное ядро представляет собой гистаминергическое ядро, которое сильно регулирует цикл сон-бодрствование. H1-антигистаминные препараты, которые пересекают гематоэнцефалический барьер, блокируют активность рецептора H1 на нейронах, которые выступают из туберомаммиллярного ядра. Блокирование   H1 проявляется в седативном эффекте (сонливости), связанном с этими препаратами.